# Shinzo
Shinzo, connu sous le titre original de Mushrambo (マシュランボー, Mashuranbō) au Japon, est un anime en 32 épisodes diffusé du 5 février au 23 septembre 2000 sur TV Asahi. La série est diffusée en France sur Fox Kids vers 2001-2002.

## Synopsis
L'anime est basé sur un événement dans lequel des créatures connues sous le nom d'Enterriens prennent contrôle de la Terre et la nomment ainsi Enterra. Aujourd'hui, des créatures, les HyperEnterriens, protègent les derniers humains pour préserver la race humaine. L'anime se focalise principalement sur les aventures qu'ils suivent lorsqu'ils accomplissent leur quête. Dans ce dessin animé, nous suivons l'histoire de la Princesse Yakumo, escortée par l'HyperEnterrien Mushra.

## Distribution

### Voix japonaises
- Banjō Ginga : Narrateur, Dr Daigo Tatsuro
- Yūko Minaguchi : Yakumo Tatsuro
- Minami Takayama : Mushra/Hyper Mushra/Mushrambo
- Yasuhiko Kawazu : Sago
- Naoki Tatsuta : Kutal
- Tsutomu Kashiwakura : Hacuba
- Takeshi Aono : Lanancuras
- Aya Hisakawa : Binka
- Mami Kingetsu : Lunaria
- Ryūsei Nakao : Gyaza

### Voix françaises
- Alexis Tomassian : Mushra
- Franck Tordjman : Sago
- Laurence Sacquet : Princesse Yakumo
- Gérard Surugue : Kutal
- Michel Dodane : Narrateur
- Christelle Lang
- Patrice Baudrier

Le doublage français est effectué au studio SOFI.